# Кишкино (Алексинский район)
Кишкино — упразднённая деревня на территории муниципального образования город Алексин (бывшем Алексинском районе) Тульской области России. До упразднения уездно-губернского деления (1925) входило в состав   Широносовской волости Алексинского уезда Тульской губернии. 

## География
Находилась примерно в 5 км к юго-западу от города Алексин, между деревнями Сукромна (к востоку) и Лукерьино (к западу).
Относилась к приходу Храма во имя Рождества Христова в селе Слуки (Рождество). 
Отмечено, как село Кишкино на «Плане Генерального Межевания уездов Тульской губернии» 1776 года. 

## Население
По данным справочника «XLIV. Тульская Губерния. Списки населенных мест по сведениям 1859 года» в сельце Кишкино числилось 20 дворов и 196 жителей (105 мужчин и 91 женщина). 

## Инфраструктура
Личное подсобное хозяйство с зоной сельскохозяйственного использования, индивидуальная застройка усадебного типа.
На карте РККА 1941 года в селении отмечено 135 дворов.